# 곽지영
곽지영(1990년 9월 30일 ~ )은 대한민국의 모델이다.

## 학력
- 동덕여자대학교 모델학 (졸업)

## 경력
- 서울패션위크 스티브제이앤요니피, 필립림, 앤디앤뎁, 하상백 패션쇼 모델
- 서울패션위크 홍승완, 곽현주, 이승희, 홍혜진, 예란지, 김서룡 패션쇼 모델
- 잡지 보그, 바자, 보그걸, 마리끌레르, 나일론, 코스모폴리탄 모델
- 잡지 얼루어, 데이즈드 앤 컨퓨즈드, 쎄씨, 싱글즈 모델

## 수상
- 2009년 제18회 슈퍼모델 선발대회 2위
- 2015년 제10회 아시아모델상시상식 모델 스타상